# Бестужев-Рюмін Олексій Петрович
Олексій Петрович Бестужев-Рюмін (нар. 22 травня (1 червня) 1693 — 10 (21) квітня 1768) — російський державний діяч і дипломат, генерал-фельдмаршал, канцлер Російської імперії за Єлизавети Петрівни, граф (з 1742).

## Біографія
Представник стародавнього роду Бестужевих. Народився у Москві, в родині сановника Петра Бестужева, який пізніше був губернатором Нижнього Новгорода й наближеним імператриці Анни Іванівни. Разом зі своїм братом Михайлом Олексій навчався за кордоном у Копенгагені й Берліні.
1712 року його було відряджено серед інших осіб російського посольства на конгрес в Утрехт. Після того з дозволу імператора Петра I Олексій Петрович вступив на службу до курфюрста Ганноверського Георга, який надав йому титул камер-юнкера. Коли курфюрст Георг I зійшов на англійський престол, він відрядив Бестужева як посланця до Петра. За три роки Бестужев був відкликаний до Росії.
1718 року вступив оберкамер-юнкером до вдової герцогині курляндської, Анни Іванівни, але за два роки був призначений резидентом у Данію.
1731 року його перемістили на посаду резидента з Данії в Гамбург. Бестужев їздив до Кіля, оглядав архіви герцога Гольштинського й вивіз до Петербурга багато цікавих паперів.
Наприкінці 1734 року Бестужев був переміщений знову до Данії. Завдяки симпатії до нього Бірона Бестужев, ледве приїхавши в Копенгаген, був акредитований посланцем при нижньосаксонському дворі й отримав титул таємного, а 1740 року, 25 березня, чинного таємного радника із наказом прибути в Петербург для присутності в кабінеті.
Бірону для противаги графу Остерману потрібна була спритна людина, а такою й був Бестужев. У вдячність за це Бестужев сприяв у призначенні Бірона регентом Російської імперії на час малолітства Івана Антоновича.
8 листопада 1740 року Бірон втратив владу. З його падінням постраждав і Бестужев, якого було ув'язнено в Шліссельбурзькій фортеці. Незважаючи на намагання заплутати його, Бестужев цілковито виправдався, і його звільнили, але усунули від посад.

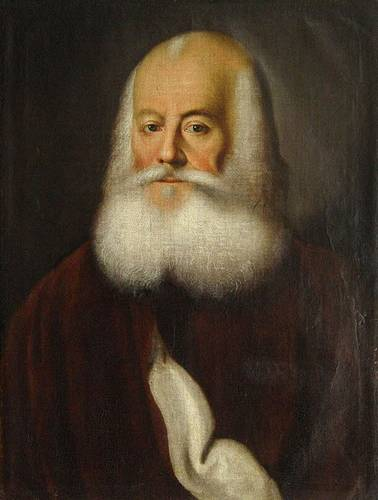
Бестужев-Рюмін у засланні. 1759

Після вступу на престол імператриці Єлизавети Петрівни завдяки клопотанню свого друга, лейб-медика Лестока, графу Олексію Петровичу було надано за короткий проміжок часу у 1741–1744 роках титули віце-канцлера, сенатора й головного директора над поштами, орден Святого апостола Андрія Первозванного та, зрештою, великого канцлера.
На цій посаді сформулював зовнішньополітичну доктрину Російської імперії, якій дав назву «Система Петра Великого». Стратегічною метою Петербурга було оголошено панування Росії над Європою — за допомогою союзу з «морськими» державами, Британією та Нідерландами, утримання якнайкращих взаємин з Австрією (принаймні публічного), активного втручання у внутрішньонімецькі справи, зокрема для стримування амбіцій Пруссії, посилення контролю над Річчю Посполитою.
Спадкоємець престолу Петро Федорович, прихильник Фрідріха, ненавидів Бестужева; у свою чергу Бестужев туж ненавидів Петра Федоровича, тож, коли народився Павло Петрович, Бестужев замислив позбавити батька престолу та закріпити його за Павлом Петровичем під опікунством Катерини. 1757 року тяжка хвороба вразила Єлизавету. Бестужев, гадаючи, що імператриця вже не встане, самовільно написав генерал-фельдмаршалу Апраксіну, щоб той повернувся до Росії, що останній і зробив. Проте Єлизавета Петрівна одужала. Розгнівана на Бестужева за його свавілля, імператриця 27 лютого 1758 року позбавила канцлера чинів та відзнак. Винуватцем його падіння був улюбленець спадкоємця, камергер Брекдорф.

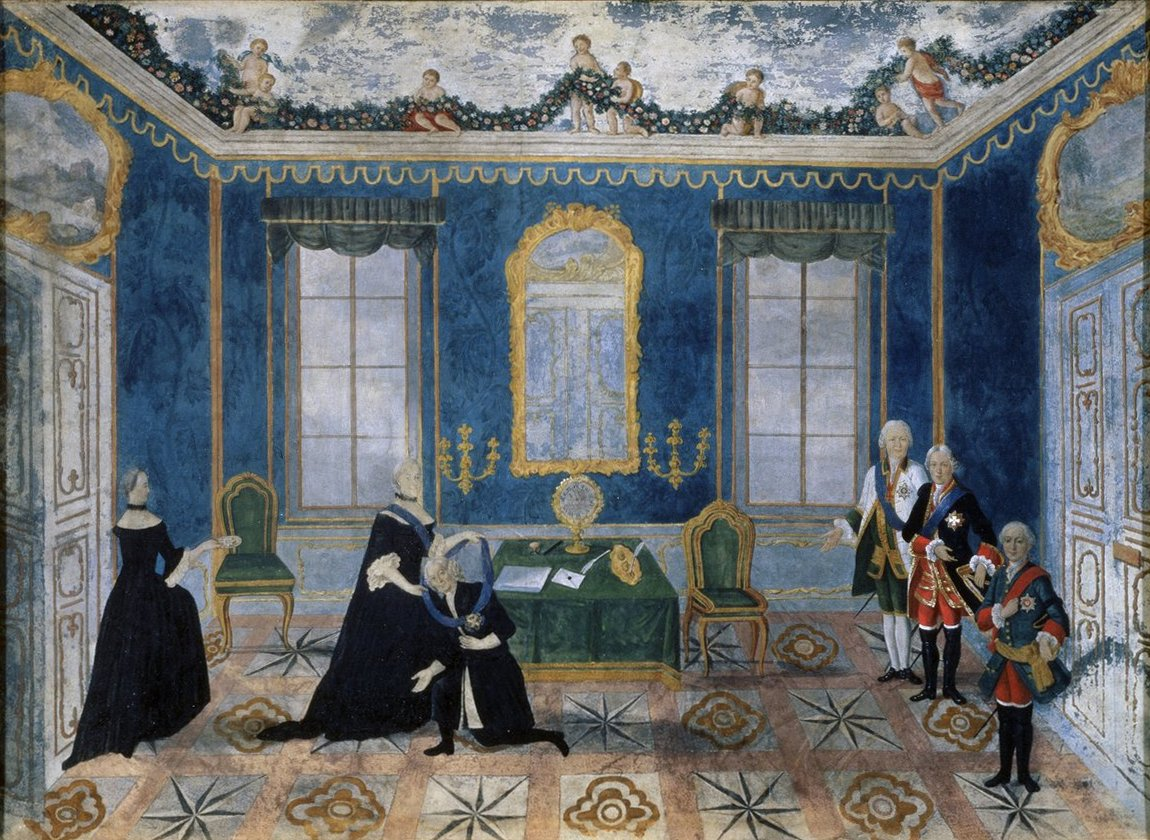
Повернення графа Олексія Петровича Бестужева з підмосковного заслання. Імператриця Катерина II приймає його 12 липня 1762 року в петербурзькому Літньому палаці

Олексій Петрович виїхав до села Горетового під Можайськом Московської губернії, яке належало йому. Його засудили до страти, проте імператриця замінила вирок на заслання. Воно тривало до воцаріння імператриці Катерини II. Його викликали до Петербурга, і Катерина повернула опальному чини, ордени та перейменувала на генерал-фельдмаршала. Окрім того, відбувся високий указ, де було оприлюднено відомості щодо невинуватості Бестужева-Рюміна.
З 1741–1757 років Бестужев брав участь у всіх дипломатичних справах, договорах і конвенціях, які Росія уклала з європейськими державами. 1763 року він надрукував у Москві власну книжку «Втіха християнина у нещасті, або вірші, вибрані зі Священного Письма». Цю ж книжку надалі Бестужев надрукував у Санкт-Петербурзі, в Гамбурзі та Стокгольмі французькою, німецькою та шведською мовами. Преосвященним Гавриїлом її було перекладено латиною.

## Родина
Канцлер Олексій Петрович Бестужев-Рюмін був одружений з німкенею Анною Іванівною Беттіхер (померла 1761), дочкою російського дипломатичного представника в Гамбурзі, яка отримала 1748 року придворне звання гофмейстрині. Мав трьох синів. З них двоє, Петро, який згадується в листі батька 1742 року, як повнолітній, та другий, ім'я якого невідомо, померли до 1759 року. Лише один з синів, граф Андрій Олексійович (1726—1768) дожив до поважних років.

## В літературі й кіно
Олексій Бестужев фігурує як один із персонажів серії романів Ніни Соротокіної («Троє з навігацької школи», «Побачення в Петербурзі», «Канцлер») та популярної екранізації трилогії (режисер Дружиніна) першої з них — «Гардемарини, вперед!» 1987 року, «Віват, гардемарини!» 1991 року, «Гардемарини — III» 1992 року, де роль Бестужева виконав Євген Євстигнєєв.
Один із численних персонажів трилогії Валентина Пікуля «Слово та справа», «Пером і шпагою», «Фаворит». У другій книзі — один з головних героїв.